# Zodarion jozefienae
Zodarion jozefienae là một loài nhện trong họ Zodariidae.
Loài này thuộc chi Zodarion. Zodarion jozefienae được Robert Bosmans miêu tả năm 1994.